# Ильичёв, Леонид Георгиевич
Леонид Георгиевич Ильичёв (род. 30 января 1948, Норильск, Красноярский край) — советский пловец, трёхкратный чемпион Европы, трёхкратный призёр Олимпийских игр, десятикратный чемпион СССР. Мастер спорта СССР международного класса (1966).
Окончил московскую школу № 692. Выступал за спортивное общество «Труд» и спортивный клуб «Торпедо». Двенадцатикратный рекордсмен Европы (1966—1968) в индивидуальном плавании на 200 м вольным стилем и в различных эстафетах. Девятнадцатикратный рекордсмен СССР (1966—1971) в плавании на 100 и 200 м вольным стилем и в эстафетах. Воспитанник заслуженного тренера СССР Валерия Буре. По завершении спортивной карьеры — на тренерской работе (в том числе — в секции плавания Высшей комсомольской школы при ЦК ВЛКСМ).